# Edoardo Pesce
Edoardo Pesce (Roma, 12 settembre 1979) è un attore italiano.
Nel 2019 ha vinto il David di Donatello per il miglior attore non protagonista nel pluripremiato Dogman di Matteo Garrone.

## Biografia
Frequenta la scuola Ribalte, diretta da Enzo Garinei, e successivamente la scuola "Teatro Azione", diretta da Isabella Del Bianco e Cristiano Censi; la notorietà arriva con le due stagioni di Romanzo criminale - La serie (2008-2010), nella quale interpreta Ruggero Buffoni. Sempre nello stesso anno lavora nel film 20 sigarette di Aureliano Amadei. Nel 2012 è coprotagonista, insieme a Raoul Bova, della miniserie TV Ultimo - L'occhio del falco e interpreta Sergio nella miniserie TV Un matrimonio di Pupi Avati. Sempre nello stesso anno partecipa al secondo film di Massimiliano Bruno Viva l'Italia, nel ruolo di Mazzone ed è nel cast del primo lungometraggio diretto da Enrico Maria Artale Il terzo tempo, prodotto da Aurelio De Laurentiis e il CSC, in concorso alla Mostra del cinema di Venezia 2013.
Nel 2013 è presente in Squadra antimafia - Palermo oggi, dove recita al fianco di un altro volto di Romanzo Criminale, Francesco Montanari, nel ruolo del mafioso Michele Catena. Successivamente partecipa alla fiction Non è mai troppo tardi di Giacomo Campiotti, insieme a Claudio Santamaria. Sempre nel 2013 comincia a girare la sesta stagione della serie di Canale 5 I Cesaroni, nel quale interpreta il ruolo di Annibale Vitale. Nel 2015 è coprotagonista nel film Se Dio vuole, opera prima di Edoardo Falcone, accanto a Marco Giallini e Alessandro Gassmann: per questa interpretazione viene premiato al Magna Grecia film festival come migliore attore. Sempre nel 2015 è nel secondo film da regista di Kim Rossi Stuart Il centro del mondo, ed è anche protagonista del cortometraggio Varicella di Fulvio Risuleo, vincitore della Settimana internazionale della critica del Festival di Cannes 2015.
Nel 2017 interpreta il ruolo di Antonello Falqui in C'era una volta Studio Uno. Per i film Fortunata di Sergio Castellitto e Cuori puri di Roberto De Paolis, entrambi presentati al Festival di Cannes 2017, è stato candidato ai Nastri d'argento 2017 come Migliore attore non protagonista. Nello stesso anno affianca Ambra Angiolini nel film La verità, vi spiego, sull'amore. Nel 2018 interpreta il ruolo di Giovanni Brusca nella serie Il cacciatore, e viene scelto da Matteo Garrone come coprotagonista del film Dogman, film ispirato al caso del Canaro della Magliana e presentato in concorso ufficiale al Festival di Cannes 2018: per quest'ultima interpretazione vince il Nastro d'argento come migliore attore protagonista e, il 27 marzo 2019, il David di Donatello come miglior attore non protagonista. Partecipa inoltre alle riprese de Il colpo del cane, opera seconda di Fulvio Risuleo, con Silvia d'Amico e Daphne Scoccia. Nel 2020 interpreta Alberto Sordi nel film biografico per la televisione Permette? Alberto Sordi, diretto da Luca Manfredi. Nel 2020 recita in La stanza di Stefano Lodovichi, insieme a Guido Caprino e Camilla Filippi; il film esce su Prime Video il 4 gennaio 2021. Nel 2022 recita il ruolo di Christian nella serie omonima targata Sky Atlantic.

## Filmografia

### Attore

#### Cinema
- I colpevoli, regia di Svevo Moltrasio – cortometraggio (2007)
- L'amore non esiste, regia di Massimiliano Camaiti – cortometraggio (2008)
- 20 sigarette, regia di Aureliano Amadei (2010)
- Alice, regia di Roberto De Paolis – cortometraggio (2011)
- Viva l'Italia, regia di Massimiliano Bruno (2012)
- AmeriQua, regia di Marco Bellone e Giovanni Consonni (2013)
- Ganja Fiction, regia di Mirko Virgili (2013)
- Il terzo tempo, regia di Enrico Maria Artale (2013)
- Amori elementari, regia di Sergio Basso (2014)
- Varicella, regia di Fulvio Risuleo – cortometraggio (2015)
- Se Dio vuole, regia di Edoardo Falcone (2015)
- Il ministro, regia di Giorgio Amato (2015)
- Tommaso, regia di Kim Rossi Stuart (2015)
- Assolo, regia di Laura Morante - cameo (amichevole partecipazione) (istruttore scuola guida) (2016)
- In bici senza sella, episodio Santo Graal, regia di Giovanni Battista Origo (2016)
- La verità, vi spiego, sull'amore, regia di Max Croci (2017)
- Fortunata, regia di Sergio Castellitto (2017)
- Cuori puri, regia di Roberto De Paolis (2017)
- Niente di serio, regia di Laszlo Barbo (2017)
- Dogman, regia di Matteo Garrone (2018)
- Non sono un assassino, regia di Andrea Zaccariello (2018)
- Il colpo del cane, regia di Fulvio Risuleo (2019)
- Io sono Mia, regia di Riccardo Donna (2019)
- Gli indifferenti, regia di Leonardo Guerra Seràgnoli (2020)
- La regola d'oro, regia di Alessandro Lunardelli (2020)
- Ai confini del male, regia di Vincenzo Alfieri (2021)
- La stanza, regia di Stefano Lodovichi (2021)
- ...altrimenti ci arrabbiamo!, regia degli YouNuts! (2022)
- Notte fantasma, regia di Fulvio Risuleo (2022)
- The Land of Dreams, regia di Nicola Abbatangelo (2022)
- Denti da squalo, regia di Davide Gentile (2023)
- El paraíso, regia di Enrico Maria Artale (2023)
- Dall'alto di una fredda torre, regia di Francesco Frangipane (2023)
- Martedì e venerdì, regia di Fabrizio Moro e Alessio De Leonardis (2024)
- Laghat - Un cavallo speciale, regia di Micheal Zampino (2024)
- Ho visto un re, regia di Giorgia Farina (2024)
- Come gocce d'acqua, regia di Stefano Chiantini (2025)
- Unicorni, regia di Michela Andreozzi (2025)

#### Televisione
- Romanzo criminale - La serie – serie TV , 22 episodi (2008-2010)
- Piper – miniserie TV, puntata 02 (2009)
- Intelligence - Servizi & segreti – serie TV, episodi sconosciuti (2009)
- Due imbroglioni e... mezzo! – miniserie TV, episodio 01 (2010)
- Anna e i cinque – serie TV, episodi sconosciuti (2011)
- Sarò sempre tuo padre, regia di Lodovico Gasparini – miniserie TV (2011)
- Ultimo - L'occhio del falco, regia di Michele Soavi – miniserie TV (2012)
- Un matrimonio, regia di Pupi Avati – miniserie TV (2012)
- Squadra antimafia - Palermo oggi – serie TV, 9 episodi (2013)
- Non è mai troppo tardi, regia di Giacomo Campiotti – miniserie TV (2014)
- I Cesaroni – serie TV, 12 episodi (2014-2015)
- C'era una volta Studio Uno, regia di Riccardo Donna – miniserie TV (2017)
- Il cacciatore – serie TV, 20 episodi (2018-2020)
- Purché finisca bene - Non ho niente da perdere, regia di Fabrizio Costa – film TV (2019)
- Permette? Alberto Sordi, regia di Luca Manfredi – film TV (2020)
- La stanza, regia di Stefano Lodovichi – film TV (2021)
- Ai confini del male, regia di Vincenzo Alfieri – film TV (2021)
- Christian – serie TV, 12 episodi (2022-in corso)
- Boris 4 – serie TV (2022)
- L'Amica Geniale – serie TV, 10 episodi (2024)

### Sceneggiatore
- Permette? Alberto Sordi, regia di Luca Manfredi – film TV (2020)

## Teatro
- Killer Joe di Tracy Letts, regia di Massimiliano Farau
- Vento e pioggia di Patrizio La Bella
- Hatealy di Fortunato Cerlino
- I Was Born in Tor Bella Monaca di Edoardo Pesce e Francesco Staach
- Spregevole di Dario D'Amato

## Riconoscimenti
- David di Donatello
  - 2019 – Migliore attore non protagonista per Dogman
- Nastro d'argento
  - 2017 – Candidatura al migliore attore non protagonista per Cuori puri e Fortunata
  - 2018 – Migliore attore protagonista per Dogman
  - 2019 – Candidatura al migliore attore non protagonista per  Non sono un assassino
- Ciak d'oro
  - 2019 – Miglior attore non protagonista per Dogman[3]